# Ибрахим, Сунуси
Сунуси Ибрахим (англ. Sunusi Ibrahim; род. 1 октября 2002, Keffi, Насарава) — нигерийский футболист, нападающий клуба «Клёб де Фут Монреаль» и сборной Нигерии.

## Клубная карьера
Ибрахим — воспитанник клуба «Басира». В 2018 году Сунуси подписал контракт с «Насарава Юнайтед». В сезоне 2018/19 он разделил с Мфоном Удо звание лучшего бомбардира чемпионата Нигерии с 10 голами.
12 января 2021 года Ибрахим перешёл в канадский клуб MLS «Монреаль Импакт», подписав трёхлетний контракт с опцией продления на сезон 2024. За клуб, переименованный в «Клёб де Фут Монреаль», он дебютировал 12 мая в матче против «Интер Майами». 14 августа в поединке против «Нью-Йорк Ред Буллз» он забил свой первый гол за «КФ Монреаль». 1 декабря 2023 года Ибрахим продлил контракт с «Клёб де Фут Монреаль» до конца сезона 2026 с опцией на сезон 2027.

## Международная карьера
В 2019 году в составе олимпийской сборной Нигерии Ибрахим принял участие в Кубке Африки до 23 лет в Египте. На турнире он сыграл в матчах против команд Кот-д’Ивуара, Замбии и ЮАР.
22 сентября 2019 году в отборочном матче Кубка Африки 2020 против сборной Того Ибрахим дебютировал за сборную Нигерии. в этом же поединке Сунуси забил свой первый гол за национальную команду.

### Голы за сборную Нигерии
| #   | Дата             | Место                    | Противник | Счёт | Результат | Соревнование                     |
| --- | ---------------- | ------------------------ | --------- | ---- | --------- | -------------------------------- |
| 01. | 22 сентября 2019 | Стад де Кеге, Ломе, Того | Того      | 0:1  | 4:1       | Кубок Африки 2020 (квалификация) |

## Достижения
Командные
 «Клёб де Фут Монреаль»
- Победитель Первенства Канады: 2021

Личные
- Лучший бомбардир чемпионата Нигерии: 2018/19 (10 мячей)